# Actinostemma paniculatum
Actinostemma paniculatum är en gurkväxtart som först beskrevs av Carl Maximowicz, och fick sitt nu gällande namn av Carl Maximowicz och Célestin Alfred Cogniaux. Actinostemma paniculatum ingår i släktet Actinostemma och familjen gurkväxter. Inga underarter finns listade i Catalogue of Life.